# Sticheleien
Sticheleien ist ein 2003 erschienener Comic der Iranerin Marjane Satrapi. Der Comic ist wie der autobiographische Welterfolg der Autorin Persepolis in Schwarz-Weiß gehalten, die Beschreibung der Konversation und der Geschichten hebt die übliche Struktur des Comics mit den Bildern in Kästchen aber auf. Es gibt viele Passagen mit Monologen und Dialogen, die gänzlich ohne Visualisierung auskommen. 

## Inhalt
Die Autorin erzählt keine lineare Geschichte, sondern beschreibt ein Gespräch, das die Frauen ihrer Familie während ihrer Jugend nach dem Mittagessen führten. Die Männer zogen sich zum  Mittagsschlaf zurück und die Frauen räumten die Küche auf. Anschließend kochte die Autorin den Samowar, einen Tee, für die Runde. In Abwesenheit der Männer erzählen die Frauen einander erlebte und gehörte Ereignisse, die einen ungewöhnlichen Blick auf das Leben von Frauen im Iran eröffnen.
Die opiumsüchtige Großmutter, die ihren (dritten) Ehemann aus Respekt beim Nachnamen nennt, sagt zwar, man solle über Tote nicht schlecht reden, da sie so wehrlos seien. 
Trotzdem erzählt sie von ihrer verstorbenen Bekannten, diese hätte drei Wochen vor ihrer Hochzeit ihre Jungfräulichkeit verloren und von ihr, der Großmutter, den Rat bekommen, sich mit einer Rasierklinge zu schneiden, um das Zerreißen des Jungfernhäutchens zu simulieren. Die Freundin schnitt aber nicht sich, sondern den Hoden des Ehemannes.
Eine andere erzählt, sie hätte, obgleich sie drei Kinder gebar, noch nie einen Penis gesehen.
Die dritte beschreibt die Umstände ihrer Hochzeit, als sie im Alter von 13 Jahren einen Offizier ehelichte, der 69 war.
Es gibt die Geschichte der Frau, die einen Kommunisten heiratete, bevor dieser vor dem Schah nach Deutschland flüchtete und dort eine andere Beziehung führte, während die Ehefrau, nachdem sie in Europa ankam, in einem Zimmer nur auf seine Rückkehr zu warten hatte. Schließlich lernte sie einen verheirateten Deutschen kennen, dessen Geliebte sie wurde. Als er seine Frau nicht verließ, zog sie zurück in den Iran.
Andere in der Runde sind der Auffassung, die Geliebte eines verheirateten Mannes zu sein, sei vorteilhaft, da dieser seine Launen und Macken nur seiner Ehefrau zeigte, der Geliebten gegenüber dagegen stets charmant und aufmerksam bliebe.
Weitere Erzählungen ranken sich um Versuche, den Geliebten durch weiße Magie zur Ehe zu bewegen, Schönheitsoperationen, die Wiederherstellung der Jungfräulichkeit, der Hochzeit einer 18-Jährigen mit einem iranischen Multimillionär, der zur Hochzeit nicht anreiste, sich aber als homosexuell erwies, und Männer, die Frauen um den anlässlich der Hochzeit verschenkten Schmuck betrugen.

## Rezeption
Die meisten Kritiker nahmen Sticheleien, wie auch Satrapis andere Werke, positiv auf. In Intro schrieb man: „Das wie immer Tollste an diesen Geschichten ist, dass die Komplexität der Themen mit feinstem bis derbem Humor überzuckert ist [...]“
Auf dem Festival International de la Bande Dessinée d’Angoulême war der Comic 2004 für den Prix du meilleur album nominiert.